# Vachellia abyssinica
Vachellia abyssinica (Engels: Nyanga flat-top) is een boomsoort uit de vlinderbloemenfamilie (Leguminosae/Fabaceae). 
Het is een doornige bladverliezende boom die 6 tot 20 meter hoog kan worden en meestal meer dan één stam heeft. De kroon is afgeplat en spreidt zich uit, deze kan tot 30 meter breed zijn. Oudere bomen hebben een roodbruine schors, bij jongere bomen is de schors bleek geelbruin, en bladdert af in papierachtige plukken. De stam en takken bevatten een gom. De jonge twijgen zijn zacht behaard. De doornen staan in rechte paren op knobbels. De bladeren zijn klein en de bloemen zijn bolvormig en hebben een witte kleur.
De soort komt voor in Afrika, van Eritrea tot in zuidelijk tropisch Afrika. De boom groeit in montane bossen, met bos begroeide graslanden, op heuvels, langs bosranden en langs oevers van beken en rivieren. 
Delen van de boom zoals de gom of de bast worden in het wild geoogst voor lokaal gebruik als medicijn of als bron van materialen. Het hout wordt gebruikt voor palen, brandstof en houtskool.

## Synoniemen
- Acacia abyssinica Hochst. ex Benth.